# Megalithanlagen im Hørret Skov

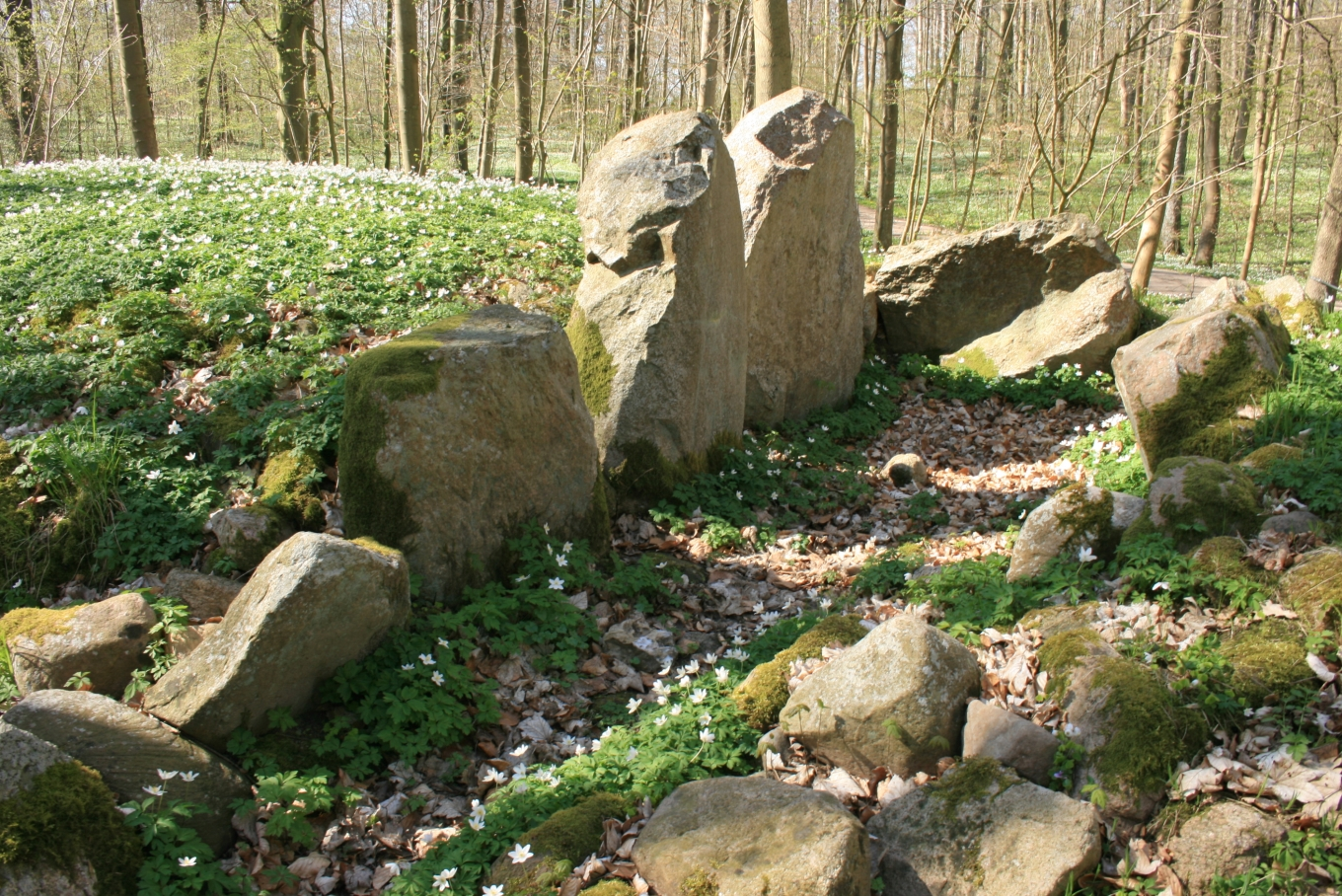
Anlage 3 im Hørret Skov

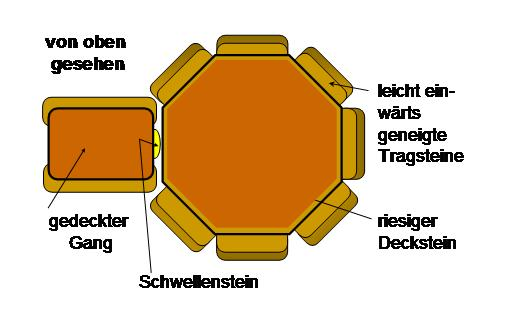
Schema Polygonaldolmen – von oben gesehen

Die Megalithanlagen im Hørret Skov (Wald von Hørret) liegen nördlich des Mårsleter Ortsteils Langballe und westlich des Geländes des „Århus Golf Club“ im jütländischen Teil Dänemarks. Sie wurden 1976/77 vom nahe gelegenen Museum Moesgård ausgegraben. Sie entstanden zwischen 3500 und 2800 v. Chr. und sind Megalithanlagen der Trichterbecherkultur (TBK). Neolithische Monumente sind Ausdruck der Kultur und Ideologie neolithischer Gesellschaften. Ihre Entstehung und Funktion gelten als Kennzeichen der sozialen Entwicklung.
Drei von einst fünf jungsteinzeitlichen Megalithanlagen sind als geschützte Denkmäler erhalten. Eines ist nur in Resten erhalten (Anlage 2) jedoch durch die Ausgrabung aufgearbeitet; Anlage 5 ist völlig abgetragen. Im Wald befindet sich auch ein nicht untersuchter Langhügel.

## Anlage 1
Am nordöstlichen Rand des Waldes liegt ein Dolmenrest, bestehend aus fünf Steinen, der ursprünglich in einem nord-süd orientierten Hünenbett lag. Die kleine Kammer, deren Deckstein fehlt, hat ihren Zugang im Osten. Die Keramikfunde vom gestörten Kammerboden datieren die Anlage in die Megalithphase der Trichterbecherkultur (TBK – 3500–2800 v. Chr.). Eine Axt der Einzelgrabkultur stammt von einer Nachbestattung. Ein kleiner Steinkreis und eine Röse mit einer Steinkiste wurde während der Eisenzeit auf den Hügel gesetzt.

## Anlage 2
Im westlichen Teil des Waldes wurde bereits vor langer Zeit eine Kammer im Rundhügel durch den Bau einer Forststraße zerstört. Die Hügelreste und die Steine des Ganges (auf der Ostseite) sind noch vor Ort erhalten. Die Ausgrabung erbrachte die Standspuren von sechs oval angeordneten Tragsteinen. Den Übergang zwischen Kammer und Gang markierte ein Schwellenstein. Die Kammer (vermutlich ein Polygonaldolmen) wurde entfernt. Der mit etwa 70 cm hohen Randsteinen eingefasste, aus Lesesteinen errichtete Hügel, hat zehn Meter Durchmesser. Ein Teil des Kammerbodens aus gebranntem Feuerstein blieb unterhalb der Forststraße erhalten. Die Reste der Grabbeigaben bestanden aus einer grob zugearbeiteten Steinaxt, einer Feuersteinklinge und charakteristisch verzierter; zerscherbte Keramik der Trichterbecherkultur. Im Gang lagen ähnliche Scherben.
Südlich des Hügels stehen drei Bautasteine die anhand der keramischen Funde während der Eisenzeit aufgestellt wurden.

## Anlage 3
Nahe dem südöstlichen Waldrand liegt ein nordost-südwest orientiertes Hünenbett von etwa 18 × 7 m mit den Resten eines decksteinlosen Ganggrabes mit einem zwei Meter langen Gang. Das Ganggrab ist eine Bauform jungsteinzeitlicher Megalithanlagen, die aus einer Kammer und einem baulich abgesetzten, lateralen Gang besteht. Diese Form ist primär in Dänemark, Deutschland und Skandinavien, sowie vereinzelt in Frankreich und den Niederlanden zu finden. Das Hünenbett wurde nach der Ausgrabung restauriert und ist nahezu vollständig mit Randsteinen eingefasst. In der Kammer fanden sich nur wenige Grabbeigaben, darunter röhrenförmige Bernsteinperlen. Vor der Gangmündung, in der Mitte der Ostseite, wurde indes eine Menge zerscherbter Tonware gefunden.

## Anlage 4
In der Mitte eines Hügels liegt ausweislich der Funde eine Steinkiste der Einzelgrabkultur (2800–2400 v. Chr.) aus der späten Jungsteinzeit. Die 0,5 m tiefe Steinkiste misst etwa 3,0 × 1,0 m. Alle Seitensteine und zwei der einst vier Decksteine sind erhalten. Ein Gefäß und eine Pfeilspitze aus Feuerstein wurden gefunden.